# Kleinkastell Schaan
Das Kleinkastell Schaan war Bestandteil der Festungskette des spätantiken Donau-Iller-Rhein-Limes der Provinz Raetia prima und befindet sich auf dem Gemeindegebiet von Schaan, in der Region Oberland des Fürstentums Liechtenstein.
Im 1. Jahrhundert n. Chr. wurde von den Römern die Militärstrasse Mailand-Bregenz angelegt, die auch durch das Gebiet des heutigen Schaan führte. Mitte des 4. Jahrhunderts n. Chr. entstand an dieser Strasse ein kleines Kastell zum Schutz des Rheintals gegen Einfälle der Alamannen. Bis heute haben sich die Fundamente der nördlichen Mauer und des Torturmes erhalten. Das Areal um das ehemalige Kastell bildete später den mittelalterlichen Siedlungskern von Schaan. Ein Baptisterium aus dem 5. Jahrhundert, das bei Grabungen in der Peterskirche gefunden wurde, lässt auf eine frühe Christianisierung der Region schliessen. Nachgewiesen sind für Schaan auch Gräberfelder der Alamannen und Rätoromanen und eine spätantike Höhensiedlung auf Krüppel.

## Name und Lage

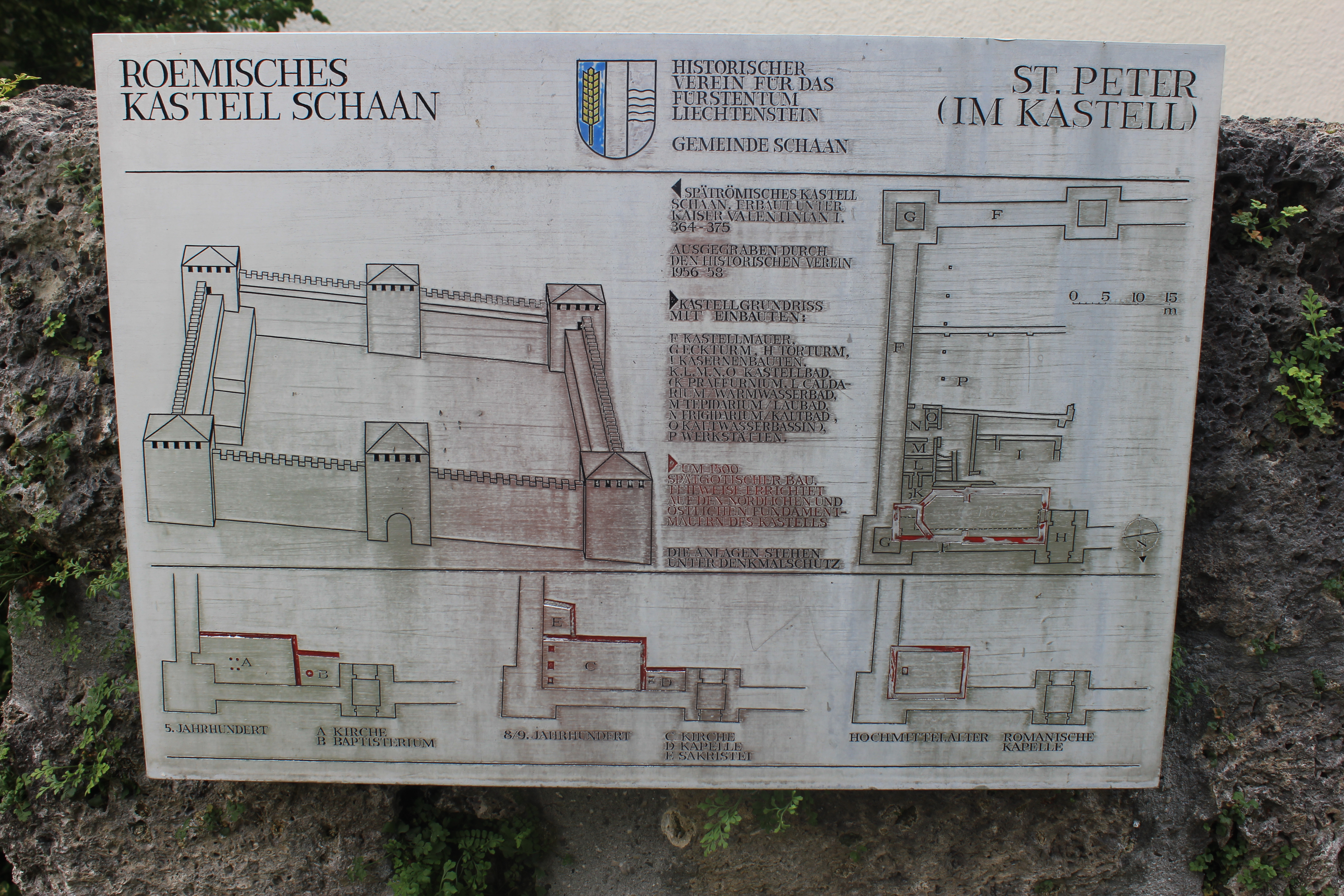
Das Kastell mit der Peterskirche

Der römische Name des Kastells wird in antiken Schriftquellen nicht erwähnt. Auch eine diesbezügliche antike Inschrift wurde bislang nicht gefunden. Der heute gebräuchliche Ortsname leitet sich wohl von den topographischen Gegebenheiten ab. Schaan scheint in einem Reichsurbar des 9. Jahrhunderts als Scana auf. Dieser Name stammt vermutlich von Esca/Escan ab, die keltische Bezeichnung für Wasser. Vielleicht breitete sich in prähistorischer Zeit zwischen Schaan und Eschen ein See aus. Es könnte aber auch für die Esche oder einen Bach stehen, der heute noch durch das Eschnerried fliesst und in den Rhein mündet.
Schaan befindet sich etwa 3 km von Buchs, im schweizerischen Kanton St. Gallen und 3 km von der liechtensteinischen Landeshauptstadt Vaduz entfernt. Der Ortskern liegt auf einem Hügel am Ostufer des Rheins, der so genannte «Bühel». Er wurde einst von Wildbächen, den sogenannten Rüfen, aufgeschüttet, die schon seit Jahrtausenden ihr Geschiebe von den Dolomitfelsen des Dreischwesternmassivs ins Rheintal hinab transportieren. Westlich der Peterskirche wurde er im Laufe der Zeit abgetragen bzw. planiert und überbaut. Dabei wurde auch die Westhälfte des Kastells vollkommen zerstört. Von hier aus kann man nach Norden bis in die Gegend von Feldkirch, nach Süden zum Passübergang Luzisteig und den Talkessel von Sargans sehen.

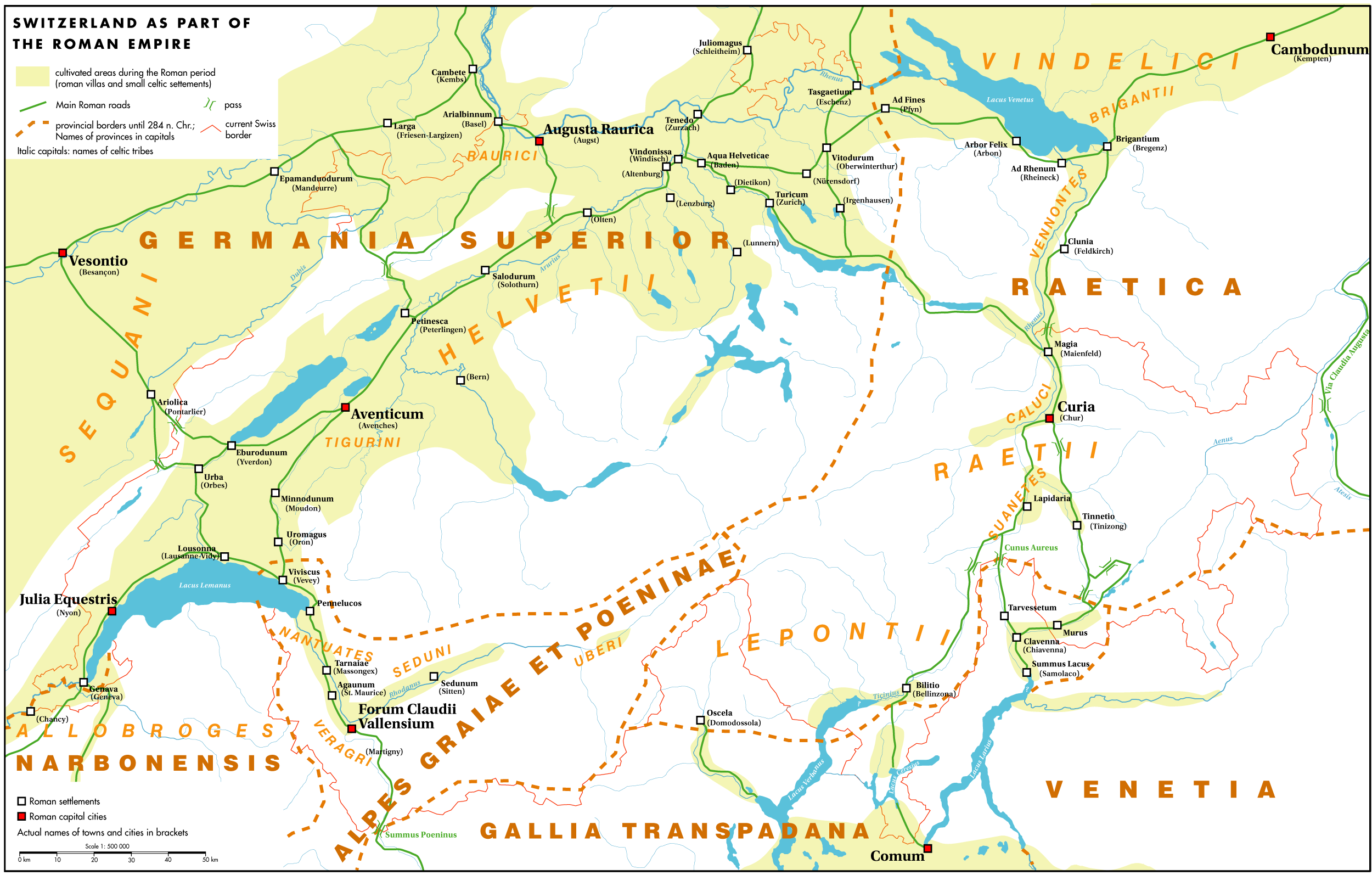
Die Schweiz und Liechtenstein zur Römerzeit (um 284 n. Chr.)

Die Region um Schaan gehörte in der Spätantike zur Provinz Raetia prima, die von einem Statthalter (praeses) mit Sitz in Curia Raetorum/Chur verwaltet wurde. Dieser war wiederum einem Präfekten unterstellt, der in Mediolanum/Mailand seine Residenz hatte. Das Kastell stand direkt an der rechtsrheinischen römischen Strasse, die an der Westmauer des Lagers vorbei, in Richtung der heutigen Landstrasse verlief. Ferdinand Keller fand den Standort des Kastells insofern bemerkenswert, da es offensichtlich nicht an einem strategisch wichtigen Punkt errichtet worden war. Es lag ziemlich genau in der Mitte des Streckenabschnittes zwischen Brigantium/Bregenz und Curia, um so wohl auch die Alpenpässe besser zu schützen. Auf der Tabula Peutingeriana, der mittelalterlichen Kopie einer römischen Strassenkarte des 4. Jahrhunderts und einer der wichtigsten Quellen für römische Ortsnamen, sind hier allerdings nur die Etappenstationen Clunia/Feldkirch und Magia/Maienfeld angeführt.

## Funktion
Die Lage an einer stark frequentierten römischen Heer- und Handelsstrasse, die von Mediolanum/Mailand über die Bündner Pässe nach Augusta Vindelicorum/Augsburg führte, war wohl der Grund, dass hier ein Kastell errichtet wurde. Hauptaufgabe der Besatzung war die Nachrichtenweitergabe, die Sicherung und Überwachung des Verkehrs auf der Rheintalstrasse im Abschnitt Clunia-Magia und des Passübergangs. Bei Barbareneinfällen sollten seine Soldaten die Strasse sperren und das Vordringen der Invasoren nach Süden aufhalten oder zumindest versuchen, sie zu behindern. Später wurden hier – wahrscheinlich – auch Nachschubgüter für die Garnisonen am Rheinlimes zwischengelagert. Das Kastell von Schaan wird in der Notitia Dignitatum nicht genannt. Man vermutet, dass es als Getreidespeicher (horreum) der Zivilverwaltung (Praeses provinciae Raetia I und II) unterstand und deshalb dort nicht angegeben wird.
Welche Einheit der römischen Armee im Kastell von Schaan stationiert war, ist mangels schriftlicher Quellen unbekannt. Diesbezügliche Funde wie z. B. Münzen, kerbschnittverzierte Gürtelgarnituren und Waffen belegen die Anwesenheit von Soldaten im Kastell. Die Truppen der Provinzen Raetia I und II standen unter dem Oberbefehl eines Dux Raetiae.

## Forschungsgeschichte

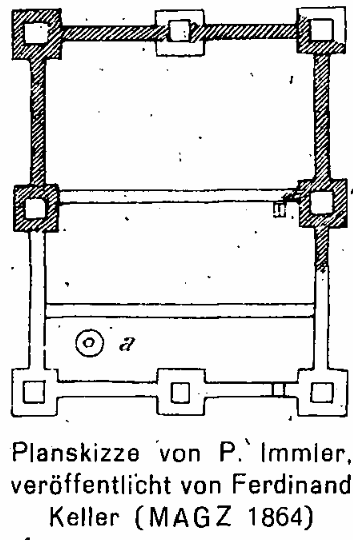
Plan des Kastells von 1864 nach Paul Immler

Der Standort des Kastells ist schon lange bekannt. 1847 erwähnt Peter Kaiser in seiner Geschichte des Fürstentums Liechtenstein die «...Spuren eines alten Gebäudes, das sehr geräumig war und ein längliches Viereck bildete. Die Mauern sind von ungewöhnlicher Dicke und Festigkeit...». Johann Baptist Büchel war der Ansicht, dass die in Schaan aufgefundenen Mauern zu einem Königs- oder Fronhof (curtis dominica) gehörten, der in einem Reichsurbar von 830/831 erwähnt wird. Etwas genauere Angaben über das Kastell machte im Jahre 1853 Joseph von Bergmann. Er berief sich dabei auf einen Bericht des fürstlichen Hofkaplans Johann-Franz Fetz. Nach einer Brandkatastrophe im Jahr 1849 stiess man erneut auf die Überreste des römischen Lagers. Da das Feuer fast die gesamte Ortschaft eingeäschert hatte, konnte es bei den Aufräumarbeiten teilweise freigelegt werden. Fetz informierte Bergmann auch über die hierbei geborgenen Artefakte. 1864 fertigte Ferdinand Keller nach den Vorstellungen Paul Immlers einen (fehlerhaften) Kastellplan an und veröffentlichte ihn in den «Mitteilungen der Antiquarischen Gesellschaft Zürich». Keller hielt die Kastellruine für das antike Magia.
Dreissig Jahre nach Kellers Veröffentlichung regte der k.k. Konservator von Bregenz, Samuel Jenny, eine neuerliche Ausgrabung des Kastells an, die 1893 in Angriff genommen wurde. Sie wurde vom Landesverweser Friedrich Stellwag von Carion und dem Leiter des Bauamtes, einem gewissen Ingenieur Mathausch, geleitet und konzentrierte sich auf das Areal östlich des Stallgebäudes des Grundbesitzers Hilti. Die Ergebnisse ihrer Untersuchungen wurden jedoch nie publiziert. Hauptsächlich wurde dabei wohl das Gelände westlich des Kastellbades nach antiken Artefakten durchsucht, bzw. nur reine Schatzgräberei betrieben.
1909 veröffentlichte Albert Schädler einen Aufsatz über prähistorische und römische Funde in Liechtenstein. Über das Kastell in Schaan fasste er im Wesentlichen die Erkenntnisse von Bergmann und Keller zusammen. Von 1956 bis 1958 untersuchten David Beck und Bernhard Marxer von Mauren im Auftrag des Historischen Vereines für das Fürstentum Liechtenstein das Kastell. Sie gruben hierbei die gesamte Ostmauer, das Lagerbad, Teile der Mannschaftsunterkünfte, den südöstlichen Eckturm und frühmittelalterliche Gräber aus. Die Ostmauer und das Haupttor konnten fast vollständig aufgedeckt werden. Die Südmauer des Kastells wurde westlich vom Südostturm bis an den Holzschopf östlich der Sennerei und danach auch noch ein Teil im Konrad-Prossenschen Garten (ca. 5 m) freigelegt. Ausgedehntere Flächengrabungen im Kastellinnern konnten nicht ausgeführt werden, da der Grundbesitzer (wegen der dort stehenden Obstbäume) hierzu seine Erlaubnis verweigerte. Es konnten deshalb nur kleinere Flächen bis auf den gewachsenen Boden untersucht werden. In den meisten Fällen musste man sich mit sehr schmalen Suchschnitten begnügen. Im Laufe der Grabung kristallisierte sich heraus, dass die Peterskirche direkt auf den spätrömischen Mauern stand. Da ohnehin eine gründliche Renovierung des Gotteshauses geplant war, erteilten Pfarramt und Gemeinde den Archäologen die Erlaubnis, auch im Innern der Kirche Grabungen durchzuführen. Diese begannen im Sommer 1958. Sie sollten sowohl die Kastellgrabung ergänzen als auch die früheste Baugeschichte von St. Peter klären. Nach Entfernung der Fussböden kamen sowohl römerzeitliche Mauern als auch Reste des Vorgängerbaus der Kirche ans Tageslicht. 1960 wurden auf Krüppel die Reste einer zwischen 260 und 270 n. Chr. errichteten, stark befestigten Höhensiedlung entdeckt. Beim Bau eines Mehrfamilienhauses in der Reberastrasse 2006 konnten die Mitarbeiter der Landesarchäologie Liechtenstein bei einer Notgrabung einige frühmittelalterliche Gräber untersuchen.

### Fundspektrum
In Schaan wurden schon im 19. Jahrhundert mehrmals römische Zufallsfunde gemacht. 1887 wurden, etwas oberhalb des Dorfes, im Ortsteil Dux, zwei römische Legionärshelme des Typs Hagenau aus dem 1. Jahrhundert n. Chr. entdeckt. Vermutlich wurden sie einst als Opfergaben dort zurückgelassen. Südlich des Kastellareals wurden bei Baufundamentierungen immer wieder Einzelfunde gemacht und dabei vermutlich auch die Trasse der römischen Rheintalstrasse angeschnitten.
Von den hier gefundenen römischen Münzen stammt die früheste aus der Zeit des Augustus, alle anderen sind, nur sehr schlecht erhaltene, Prägungen des 3. und 4. Jahrhunderts, die zwischen 1956 und 1957 ans Tageslicht kamen. Sie wurden in der Zeit der Kaiser Constans, Constantius II., Theodosius I., Valentinian II. und Arcadius geprägt.
In Suchschnitt 13 konnte aus einer römischen Schicht eine Anzahl vorrömische Keramikfragmente und ein Dolch aus stark kupferhaltiger Bronze geborgen werden. Sie stammten aus der frühen Bronzezeit. Die übrigen Funde – wie z. B. Keramik, Werkzeuge oder Gürtelbeschläge – gehören alle dem 4. Jahrhundert an. Vor dem Portal der Peterskirche barg man den Stosszahn eines Elefanten der später vom Landvogt Pokorny zur Aufbewahrung nach Wien geschickt wurde. An der Nord- und Südmauer der Kirche entdeckte man zwölf frühmittelalterliche Gräber. Einige der untersuchten Skelette waren von ungewöhnlicher Grösse. Die im Kastell aufgefundenen Ziegel waren bedauerlicherweise ohne Inschriften. An der Westmauer der Kirche stiess man auf einige angesägte bzw. handwerklich bearbeitete Hirschgeweihgriffe. An Funden aus dem Innenbereich sind noch Gefässscherben (Terra sigillata und Lavez), einige Bronzegegenstände sowie Knochen- und Geweihstücke mit Bearbeitungsspuren erwähnenswert. Das Keramikspektrum umfasste Fragmente vom Typ der Argonnenware und nordafrikanischer Sigillata, ferner Gefässe mit grünlicher oder bräunlicher Glasur, darunter viele Reibschalen. Der überwiegende Teil waren Lavezbehältnisse, die u. a. als Kochgefässe verwendet wurden.
Über die Nahrungsquellen der Kastellbewohner gaben Tierknochen Auskunft. Es wurden Haus- und Nutztiere wie Schafe, Ziegen, Schweine, und Rinderknochen identifiziert. An Wild standen Hirsche, Gämsen, Steinböcke, Wildschweine und Elche auf dem Speiseplan. Bisher einzigartig für Liechtenstein konnte auch eine Katze im Kastell nachgewiesen werden. Hauskatzen wurden erst mit Ankunft der Römer in diesen Breiten heimisch. Im Lagerbad fand man einen reich verzierten Kamm aus Bein.

## Entwicklung

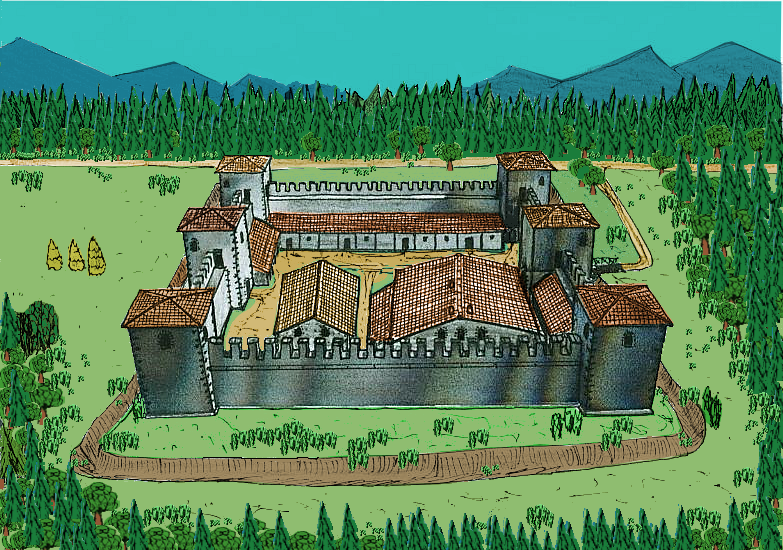
Rekonstruktionsversuch des Kastells, Zustand im letzten Drittel des 4. Jahrhunderts, Blick aus Ost

Bronze- und eisenzeitliche Funde auf dem Krüppel belegen eine frühe Besiedlung der Region um Schaan. Im Jahr 15 v. Chr. nahmen die Römer das Gebiet des heutigen Liechtenstein in Besitz und gliederten es später in die Provinz Raetia ein. Im 1. Jahrhundert n. Chr. wurde zur besseren Erschliessung des neu eroberten Territoriums die Heeresstrasse Mediolanum/Mailand – Brigantium/Bregenz angelegt.
In der mittleren Kaiserzeit befanden sich in der Gegend um Schaan mehrere Gutshöfe (villa rustica). Nach Aufgabe des Obergermanisch-rätischen Limes (siehe auch Limesfall und Reichskrise des 3. Jahrhunderts) im 3. Jahrhundert, zogen sich die Römer wieder auf die alte Grenzlinie an den Ufern von Rhein und Donau zurück. Der obergermanisch-rätische Limes war im Laufe des 3. Jahrhunderts mehrfach von den Alamannen überrannt worden, ihnen gelang es dabei immer wieder sehr tief ins römische Reich vorzudringen. Auch auf dem Gebiet der heutigen Schweiz und Liechtensteins gab es auf dem flachen Land nur wenige Siedlungen oder Villen, an denen diese Einfälle spurlos vorbeigegangen waren. Viele von ihnen wurden danach aufgegeben. Das Leben in unbefestigten Siedlungen war zu gefährlich geworden. Wie schon in vorrömischer Zeit wurden wieder befestigte Höhensiedlungen angelegt, in denen man sich in Gefahrenzeiten zurückziehen konnte. Etwas oberhalb von Schaan, am Berghang der Dreischwestern-Kette, «Auf Krüppel», war in der Reichskrise des 3. Jahrhunderts ebenfalls so ein Refugium angelegt worden. Schliesslich konnte das Militär unter Diokletian im ausgehenden 3. Jahrhundert die Grenzen wieder sichern. Der Bau des Strassenkastells könnte mit dem Ende der Besiedlung auf dem Krüppel zusammenhängen, der wohl um 352 wieder aufgegeben wurde. Nördlich von Schaan verlief der Limes vom Bodensee nach Osten bis zur Iller und an dieser und der Donau entlang bis Castra Regina/Regensburg.
Unter den Kaisern Valentinian I. (364–375) und Gratian (367–383) wurde in einer zweiten Ausbauphase ein grossangelegtes Festungsbauprogramm an der oberen Donau, Hochrhein und Bodensee in Gang gesetzt (Ammian, XXVIII 2,1). Diese neue Festungskette sollte den Germanenstämmen Einfälle ins Reichsgebiet erheblich erschweren bzw. unmöglich machen. Besonders gefährdete Grenzabschnitte am Hochrhein und zwischen Bregenz und Iller wurden im 4. Jahrhundert massiv mit neuen Kastellen und zahlreichen Wachtürmen/Kleinfestungen (turres oder burgi) gesichert. In der Raetia secunda wurden hauptsächlich 10 – 12 m hohe, rechteckige Wachtürme und Lagerhäuser (horrea) errichtet. Sie wurden nach wiederholten Versorgungsengpässen um 370 noch zusätzlich durch eine Reihe rückwärtiger Kastelle ergänzt, deren Besatzungen vor allem die Anmarsch- und Nachschubstrassen zum Limes sichern sollten. Eines davon war das Lager in Schaan. Wahrscheinlich wurde das Kastell noch im 4. Jahrhundert wieder niedergebrannt, dürfte aber, den Münzfunden nach zu urteilen, noch bis ins späte 4. oder frühe 5. Jahrhundert von römischen Soldaten oder germanischen Foederaten belegt gewesen bzw. wiederaufgebaut worden sein. Das Bestehen eines frühchristlichen Kultraumes innerhalb des Kastells zu dieser Zeit ist wahrscheinlich, doch hatten die Grabungen diesbezüglich keine Hinweise erbracht.
Nach dem Abzug der römischen Armee entstand im 5. Jahrhundert in der Kastellruine eine kleine Saalkirche. In ihrem Umkreis wurden Gräber angelegt. Mit dem allmä̱hlichen Zerfall des römischen Westreiches setzte eine massive Zuwanderung von alamannischen Stämmen ein. Im Zusammenhang mit der im 5. Jahrhundert in der Nordostecke des Kastells errichteten Taufkirche (Baptisterium) steht ein ausgedehntes Gräberfeld der rätoromanischen Bevölkerung. Es zeugt vom Weiterbestehen der frühchristlichen Gemeinden im nun von den Germanen beherrschten Rätien. Im 8. Jahrhundert fiel Rätien an das Fränkische Reich und wurde im 10. Jahrhundert in das alemannische Herzogtum Schwaben eingebunden. In dieser Zeit wurde die Peterskirche umgebaut bzw. erweitert und erhielt ihre heutige Gestalt. Im frühen Mittelalter existierten in Schaan zwei Kirchen, St. Peter für die rätoromanische und St. Laurenz für die alamannische Bevölkerungsgruppe.

## Kastell

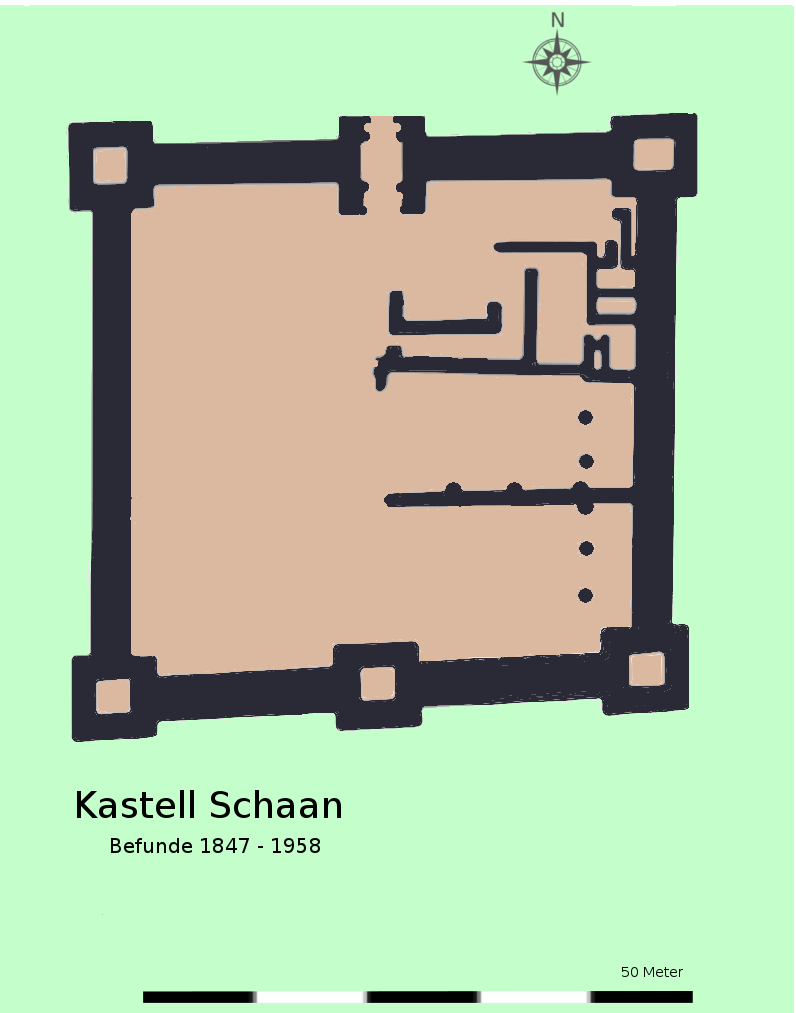
Befunde 1864–1958

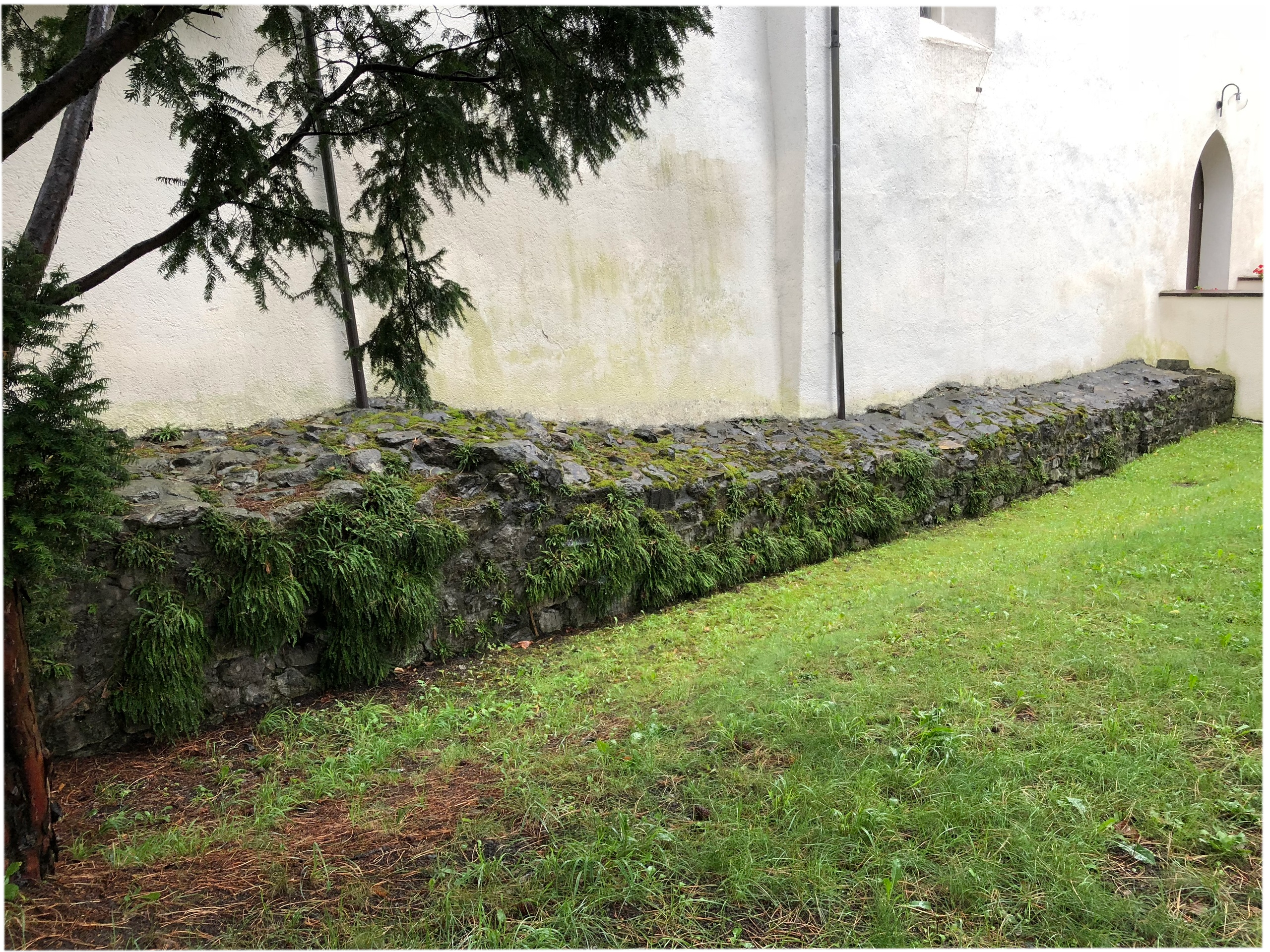
Konservierte Reste der Nordmauer an der St. Peter Kapelle

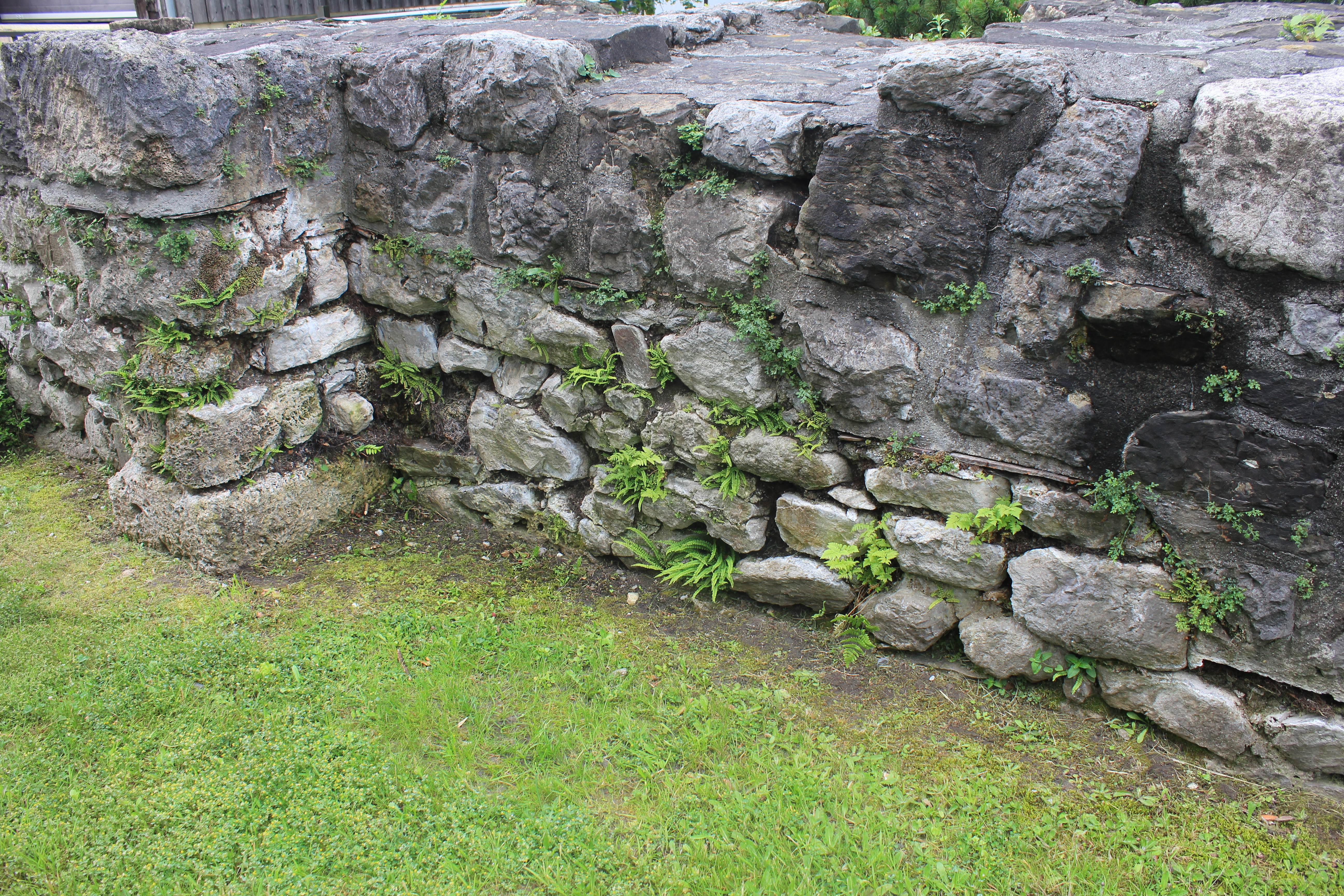
Konservierte Reste der Ostmauer

Die regelmässige Vierseitanlage mit vorspringenden Eck- und Zwischentürmen ist typisch für eine Reihe von Festungsbauten aus der zweiten Hälfte des 4. Jahrhunderts, die im Zuge des valentinianischen Limesbauprogramms (etwa ab 369) entstanden. Der Grundriss des Kastells ist nicht exakt quadratisch und an den Ecken, besonders in der Südostecke, etwas verschoben (Winkel in der Nordostecke 88°, in der Südostecke 93°). Die Festung mass 60 × 59 m und war an ihren Ecken mit weit vorkragenden, rechteckigen Türmen verstärkt. Umfassungsmauer und Türme dürften in einem Zug entstanden sein, während an den Innenbauten im Laufe der Zeit immer wieder Veränderungen durchgeführt wurden. Insgesamt konnten zwei Bauphasen unterschieden werden. Die Wehranlage hatte eine grosse Ähnlichkeit mit den zeitgleich entstandenen Kastellen in Bregenz, Irgenhausen, Aying in Bayern und Innsbruck-Wilten. Schaan zählt, zusammen mit noch einigen anderen Limeskastellen in Syrien, Arabien und Nordafrika, aber noch zum sogenannten «diokletianischen Typus» (284 — 305). Es fällt aber auf, dass es trotz seiner geringen Grösse – es ist noch etwas kleiner dimensioniert als das Lager von Irgenhausen – an seinen Kurtinen eine wesentlich grössere Mauerstärke aufweist.
Abmessungen:
- Ostseite 57,5 m,
- Nordseite 60,5 m,
- Westseite 59,0 m,
- Südseite 60,5 m.

Die Türme und die Ringmauer sind aus Kalksteinen, wie sie in der näheren Umgebung (z. B. in den Schwemmkegeln der Rüfen) reichlich vorhanden sind, hochgezogen. Ihre Aussenseiten bestanden aus einer sorgfältig vermörtelten Kalksteinverblendung. Den Kern bildete eine vermörtelte Bruchsteinfüllung (Gussmauerwerk). Die Turmecken bestanden aus behauenen Tuffsteinquadern. Für den Mörtel wurde neben Kalk auch Sand vom Rheinufer verwendet. In ihm fanden sich häufig auch Rollsteine aus dem Rheinfluss. Wie bei zahlreichen anderen spätantiken Limeskastellen (z. B. in Arbon) waren hier jedoch keine wiederverwendeten Architekturfragmente (Spolien) im Mauerwerk nachweisbar. Eine Beimengung von Dachziegelbruch konnte nur bei einigen Innengebäuden festgestellt werden. An der rechten und linken Seite des Haupttors standen vermutlich Kasernenbauten. Gegenüber fand man Reste von Werkstätten, die später im Süden einem Lagerhaus (Horreum) weichen mussten. Am besten erhalten war das Kastellbad, zu dem wohl ein weiteres Gebäude (Gebäude E) gehörte, dessen Reste östlich der Kasernen gefunden wurden. Das mutmassliche Wohnhaus des Lagerkommandanten stand westlich des Kastellbades. Sie alle waren mit ihrer Rückseite an die Wehrmauern angebaut worden. Die Böden in den Gebäuden bestanden aus einem Kalkmörtelstrich.
Die Wasserversorgung für Kastell und Badehaus erfolgte durch einen Kanal in der Ostmauer (30 × 30 cm). Vermutlich floss das Wasser hier durch Holzdeuchel, doch wurden auch Bleiröhrenfragmente gefunden. An der Innenseite, vor der Kanalmündung, wurde eine Grube freigelegt; die hier eingeschlemmte feine Erde, die nur wenig Steine enthielt, könnte auf ein ehemaliges Sammelbecken hindeuten.

### Kastellmauer
Die Ostmauer hatte eine Stärke von ca. 3,6 m. An der Aussenseite und mittig war sie noch 1,5 bis 2,4 m hoch erhalten. Sie erstreckte sich von der Sakristei der Peterskirche bis an den Südostturm und wurde auf ihrer ganzen Länge freigelegt. Die Aussenseite war im Laufe der Jahrhunderte grösstenteils abgetragen worden. Der Rest wurde als Wand stehen gelassen und grob verputzt. Der Gussmörtelkern der Mauer war hier besonders gut zu beobachten.
Die Südmauer hingegen wurde vom Süd-Ost-Turm aus Richtung Westen nur auf einer Länge von 5 m ausgegraben. In ihrem weiteren Verlauf war sie überbaut und dabei auch zum Teil zerstört worden. An ihr konnte dieselbe Breite wie an der Ostmauer festgestellt werden. Westlich des Torturms war von der Kastellmauer nur mehr ein Ansatz vorhanden, der Rest war vollständig verschwunden.

### Torturm Nord

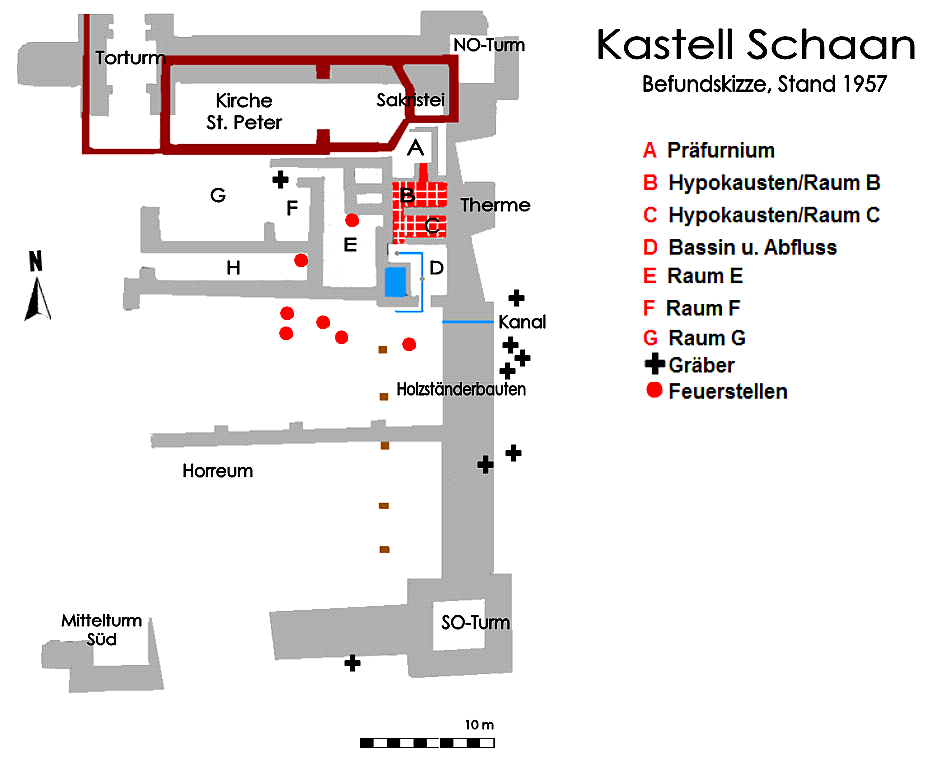
Befundskizze des Kastells, Stand 1957

Im Zentrum der Nordmauer stand ein rechteckiger, nach innen und aussen vorspringender Torturm. Er mass (inkl. Fundament) 7,6 × 8,5 Meter. Die Durchfahrt hatte eine Breite von 2,9 m, ihre flankierenden Mauern waren 2,35 m stark. Die Ecken und die Torwangen bestanden aus behauenen Tuffsteinquadern. In den Mauerwangen des Aussentores befanden sich zwei eingemeisselte Löcher (30 × 30 cm), die zur Aufnahme des Schliessbalkens für die Torflügel dienten. Der Mittelteil der Durchfahrt erweiterte sich zu einer 4,1 × 4,2 m grossen Torkammer. Die dahinter befindlichen Wangen des Innentores wurden ebenfalls mit Tuffsteinquadern aufgeführt. Dass auch ein Innentor vorhanden war, bezeugen zwei, an den Ecken in situ aufgefundene, eiserne Rundscheiben (Durchmesser 12 cm), die wohl als Drehlager für das Tor fungierten. Ein ebenfalls dort aufgefundener Sandstein, der starke Abnutzungsspuren aufwies, dürfte denselben Zweck gehabt haben. Während der Toreingang an seiner Vorderseite nur mehr 10 bis 20 cm hoch erhalten war, standen die inneren Mauern bei ihrer Ausgrabung noch bis in eine Höhe von 1,2 m.

### Eckturm Nordost
Von ihm konnte nur eine Ecke freigelegt werden. Sämtliche Tuffsteinquader waren hier herausgebrochen worden. Im Keller des Hauses Nr. 34 stiess man auf weitere Fundamentreste, auch ein Teil der Sakristei der Peterskirche steht auf seinen Mauern.

### Eckturm Südost
Er mass 7,9 × 7,9 m, seine Fundamente sprangen nicht überall gleich weit vor, durchschnittlich etwa 30 cm. Sie wurden an mehreren Stellen untersucht und reichten nur etwa 30 bis 40 cm in die Tiefe. Die Stärke der Turmwände betrug 1,9 m, die des Innenraums 4 × 4 m. Der Eingang dürfte sich in etwas erhöhter Lage, 1,5 m über der ermittelten durchschnittlichen Höhe der Estrichböden im Kastellinnern, befunden haben. An den oberirdisch sichtbaren Teilen war der Mörtel in den Mauerfugen schon stark verwittert, in den tieferen Lagen aber noch gut erhalten. Etwas ausserhalb des Turms fanden die Archäologen Reste von verkohlten Balken, was auf eine gewaltsame Zerstörung, zumindest für das Dachgebälks dieses Turmes, durch ein Feuer hindeutete.

### Mittelturm Süd
Die letzten Reste des Turms wurden 1868 beim Bau einer Sennerei abgetragen.

### Prätorium
Westlich des Kastellbades, an der Südmauer der Kirche, lagen weitere Gebäudefundamente; sie waren aber teilweise durch Abtragung schon so stark zerstört, dass keine vollständigen Grundrisse mehr zu ermitteln waren. An manchen Stellen waren noch einige Überreste von einem Kalkmörtelboden zu beobachten. Noch relativ gut erhalten waren zwei von Ost nach West verlaufende Längsmauern, die am Kastelltor nach Norden bzw. nach Süden abknickten. Die südliche der beiden Mauern brach dort ab, da sie beim Bau eines Getreidesilos zerstört wurde. Ihre nördliche Fortsetzung mündete in einem kleinen Kellerraum, der mit Brandschutt und Eisengerätschaften jüngerer Herkunft ausgefüllt war. Diese Mauerzüge (Räume G und H im Plan) könnten eventuell zum Quartier des Lagerkommandanten gehört haben.

### Kasernen
Ihre Position war schon seit 1893 bekannt. Reste dieser Gebäude wurden vor allem südlich der Kirche beobachtet. Sie waren nur noch schlecht erhalten, vereinzelt fanden sich darin noch Spuren von Fussböden. Die Breite der Kasernenmauern betrug 0,7 bis 1,0 m.

### Lagertherme
Das 15 × 5 m grosse, zweiphasige Lagerbad (Räume A, B, C, D, E im Plan) stand an der Ostmauer, nahe der Kirche und des nordöstlichen Eckturmes.
- Raum A: Der Heizraum (präfurnium) befand sich südlich der Sakristei der St. Peter-Kirche. Sein Mörtelboden lag 30 cm tiefer als der Plattenboden der Sakristei. Er wurde von den Archäologen teilweise entfernt. Etwa 45 cm unter ihm stiess man auf einen zweiten Boden. Er war hier also mindestens einmal erneuert worden. Der Feuerungskanal war z. T. von zwei jüngeren Mauern überbaut. Die Wände waren mit Lehm gemörtelt, die südliche der beiden Mauern gehörte zu ersten Bauphase des Kastells.

- Raum B: Der südlich an A angrenzende Raum diente als Warmbad (caldarium). Die den erhöhten Boden (suspensura) tragenden Hypokaustpfeiler waren bei ihrer Aufdeckung noch sehr gut erhalten. Sie bestanden aus Ziegelplatten und Tuffstein. An der Innenwand von B verlief eine Reihe von Abzugsröhren (tubuli). Da auch Ziegelplatten gefunden wurden, die an ihren Ecken Vorsprünge hatten (tegulae mammatae) wurden sie vermutlich z. T. anstatt der Tubuli verwendet. Sie liessen Hohlräume an der Wand frei, durch welche die Heissluft zirkulieren konnte. Die Platten hatten 6–7 cm lange Zapfen und zeigten keine Spuren von Nagellöchern. Sie wurden, wie aus den noch anhaftenden Mörtelresten ersichtlich war, zur Befestigung einfach in den noch feuchten Wandverputz gedrückt.

- Raum C: Die Warmluft aus B wurde durch Kanäle in C, das Laubad (tepidarium), weitergeleitet. Die zum Teil nur mehr in Resten vorhandenen Hypokaustenpfeiler bestanden aus Ziegelplatten. In der Südwestecke war noch ein Teil des Terrazzobodens zu sehen, in dem drei Tubuli steckten. Die Heizungsanlage lag etwas tiefer als die Fundamente der östlichen Umfassungsmauer. Die Rückwand darunter war mit Mauerwerk und Ziegelstücken verblendet.

- Raum D: Das Kaltbad (frigidarium) schloss sich südlich an das Laubad an. Hier fand sich ebenfalls ein Mörtelfussboden. Dieser lag auf einer Steinunterlage, auf der der Mörtel, vermengt mit Kalk mit Ziegelbruch, aufgegossen worden war. Er musste hier also ebenfalls einmal erneuert worden sein. Die Ostwand (Kastellmauer) war verputzt. Dem Verputz war auch Häckselmaterial beigemischt worden. Von der Verbindungstüre zum Heissbad war noch die Schwelle erhalten, die Tür im Osten zwischen Laubad und Kaltbad war von Tuffsteinquadern flankiert. Sie war schon in der Spätantike wieder zugemauert worden. Unter den Resten eines Kalkofens stand in der Südwestecke ein mit Ziegelplatten ausgelegtes Wasserbecken, das mit einem Überlauf und einem Abfluss versehen war. Abgedichtet war es mit Viertelrundstäben aus Mörtel, von denen noch Reste vorhanden waren. Die Einläufe waren sternförmig, aus Sandstein gehauen und durch einen Entwässerungskanal verbunden, der südlich den Raum verlassend in einen mit Dachziegeln ausgelegten Kanal ablief.

- Raum E: Vielleicht die Vorhalle oder der Umkleideraum des Badegebäudes (apodyterium). Er war ebenfalls mit einem noch gut erhaltenen Mörtelboden ausgestattet. Mittig lag eine mit Ziegelplatten ausgelegte Feuerstelle. In der Südostecke mündete das Abwasser aus dem Wasserbecken des Kaltbades in eine Sickergrube. Solche Durchlässe befanden sich auch weiter nördlich und ebenso einer im Südwestteil der Westmauer.[17]

### Werkstätten
Im Süden des umwehrten Areals entstanden in der Frühzeit des Lagers einige Holzbauten mit Feuerstellen. Im Suchfeld südlich des Kastellbades fanden die Ausgräber gemauerte Pfostenbettungen und fünf Feuerstellen. David Beck hielt sie für den Bestandteil eines «gedeckten Hallenbaus». Die Pfostenbettungen, aus deren Anordnung allerdings keine Grundrisse rekonstruiert werden konnten, stützen wohl tatsächlich einfache Ständer- oder Hallenbauten. Die Pfeilerbettungen (ca. 70 cm Durchmesser) bestanden aus vermörtelten Steinen, die Kanthölzer von etwa 25 × 25 cm Stärke aufnehmen konnten. Sie befanden sich in je 4,5 m Abstand vor der Ostmauer. Im Kastell Veldidena (Wilten-Innsbruck) wurden ähnliche Bettungen beobachtet. Da sie sich unter einem später aufgetragenen Estrichboden befanden, mussten sie zu einer älteren Bauphase gehören. Problematisch war allerdings, dass sie sich genau im Bereich der Werkstätten der ersten Bauphase befanden und das zeitliche Verhältnis zu diesen aus dem Grabungsbericht nicht hervorging. Die vier kleineren Feuerstellen waren mit Ziegelplatten ausgelegt. Die grosse Feuerstelle hatte einen rotgebrannten Mörtel- oder Lehmboden und war halbkreisförmig mit Ziegelstücken und Steinen umrandet, vielleicht die Reste eines Backofens. Ähnlich denen wie sie auch in Kastell Saalburg gefunden wurden. An der östlichsten Feuerstelle fanden sich auffallend viele Geweihstücke, die entweder angesägt oder schon zu Messer-, Werkzeuggriffstücken oder Kämme zurechtgearbeitet worden waren. In der Nähe der beiden weiter westlich gelegenen Feuerstellen stiess man auf Eisenreste, Messer, Nägel usw. Es wird daher vermutet, dass hier, kurz nach Fertigstellung des Kastells, für einige Zeit Werkstätten betrieben wurden.

### Horreum
Die Pfeilerbettungen, die eventuell auch zu einem früheren Horreum gehört haben könnten, wurden später von einem in Stein ausgeführten, hallenartigen Gebäude überbaut. Davon erhalten war nur mehr eine von Ost nach West verlaufende Längsmauer von 0,9 bis 1 m Dicke. Sie war jünger als die Pfeilerbettungen und stiess an die östliche Kastellmauer an. In ihrem westlichen Teil war sie schon vollkommen zerstört. Man vermutet, dass sie zu einem nachträglich eingebauten Speichergebäude gehört haben könnte. Die 23 m lange Mauer verfügte an der Nordseite über drei Verstärkungen (Pilaster) im Abstand von 6 m. Da vermutlich die Ostmauer des Kastells die Rückwand des Horreums bildete, hatte es eine lichte Weite von 13 bis 15 m. Aufgrund seiner Lage zur Kastellmauer handelte es sich wohl um ein Horreum des Typs A. Spuren von Substruktionen konnten nicht beobachtet werden. Im Innenbereich stiess man nur auf einen Mörtelestrich.

## Baptisterium und frühchristliche Kirche

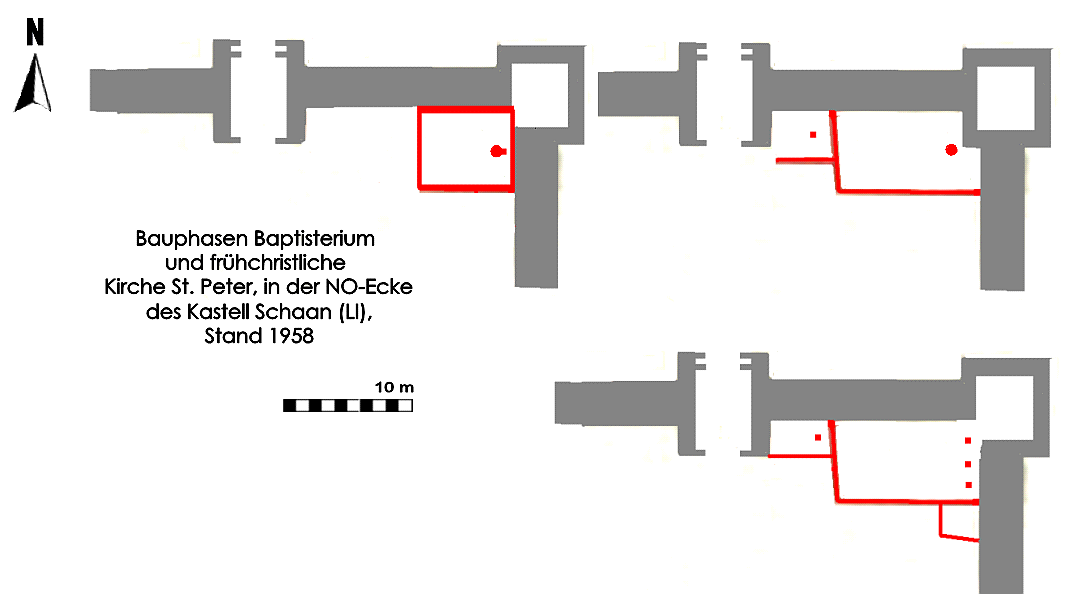
Befundskizze Bauphasen, Stand 1958

Die auf den Mauern des spätrömischen Kastells erbaute St. Peter-Kirche ist das früheste Zeugnis der Christianisierung in Liechtenstein. Der erste archäologisch fassbare Kirchenbau aus dem 5. Jahrhundert besass ungefähr die Ausmasse der heutigen Kirche. Zu diesem Bau dürfte auch ein Baptisterium gehören, dessen Reste bei den Grabungen im Jahre 1958 – im westlichen Teil des Raumes – entdeckt worden waren. Wie die im Kastell Zurzach nachgewiesene Kirche diente sie ursprünglich wohl nur als Taufkirche. Da die Kirche auf einst römischen Staatsgut stand, fiel sie später an das Frankenreich. Im Rätischen Urbar von 842/43 wird eine Kirche als Königsgut angeführt, mit ziemlicher Sicherheit ist damit St. Peter gemeint, die erste schriftliche Erwähnung eines Gotteshauses in Schaan.
Das älteste Mauerwerk von St. Peter stammt aus dem 5. oder 6. Jahrhundert. Funde, die die Entstehungszeit des Baptisteriums zweifelsfrei klären könnten, kamen jedoch nicht zum Vorschein. Das Baptisterium mit seinem runden Taufbecken (Piscina) befindet sich unter dem heutigen Kirchenschiff. Es war bei seiner Auffindung noch 30–40 cm hoch erhalten, hatte einen Durchmesser von 1,10 m und war mit rotem Ziegelmörtel verputzt. Das Baptisterium wurde später im Innenbereich abgeteilt und seine südliche Hälfte als Begräbnisstätte genutzt. Über der Piscina, diese teilweise überlagernd, wurde zu einem späteren Zeitpunkt ein Mauerklotz (ca. 90 × 60 cm) eingesetzt. Möglicherweise das Fundament eines Altars (stipes) oder der Unterbau für ein transportables Taufbecken, da in späterer Zeit die Immersion ausser Gebrauch kam und stattdessen die Infusionstaufe praktiziert wurde.
Östlich des Baptisteriums schloss sich die spätantike Kirche an. Es handelte sich um eine Saalkirche mit kurzem, breitrechteckigem Schiff, die auf den Grundmauern des Nordostturms und des Nordtors des – damals wohl schon weitgehend verfallenen – Kastells erbaut wurde. Zum karolingischen Nachfolgebau gehörten drei Altarfundamente, von denen zwei unter der heutigen Sakristei und einer südlich davon, schon ausserhalb des Bereiches der heutigen Kirche, entdeckt wurden. Im 9. oder 10. Jahrhundert wurde das Kirchenschiff durch Verkleinerung der Taufkapelle erweitert und die Sakristei südlich des Chors hinzugefügt. Das Baptisterium dürfte auch zu dieser Zeit noch für Taufen verwendet worden sein. Das Gebäude diente wohl speziell der romanischen Bevölkerungsgruppe als Andachts- und Versammlungsort.

### Gräber
Im südlichen Raum des Baptisteriums fanden sich 1958, zum Teil in den römerzeitlichen Boden eingetieft, vier noch sehr gut erhaltene Skelette, darunter das eines Kindes. Weiters kamen auch viele durcheinanderliegende Knochenfragmente zum Vorschein, was darauf schliessen lässt, dass hier über einen längeren Zeitraum Bestattungen durchgeführt wurden. Die erhaltenen Skelette lagen in Richtung West-Ost und waren ohne jede Beigabe.
Frühmittelalterliche Bestattungen befanden sich auch auf den Fluren «Im Reberle» und «Im Winkel». 2006 kamen in der Reberastrasse sechs Bestattungen gleicher Zeitstellung, ein Neugeborenes, zwei Kinder und drei Erwachsene zum Vorschein. Das älteste Skelett lag mit dem Kopf im Westen und den Beinen im Osten in seinem Grab. Die restlichen fünf waren in Richtung Nord-Süd oder Süd-Nord orientiert. Die Grabgruben waren an ihren Rändern sorgfältig mit Steinen ausgekleidet. Die Bestattungen waren beigabenlos, sie konnten daher zeitlich nicht exakt eingeordnet werden. Die Nähe zum Kastell und zu St. Peter (ca. 80 Meter) lassen den Schluss zu, dass hier die Angehörigen der romanischen Bevölkerungsgruppe ihre Toten bestatteten.

## Konservierung

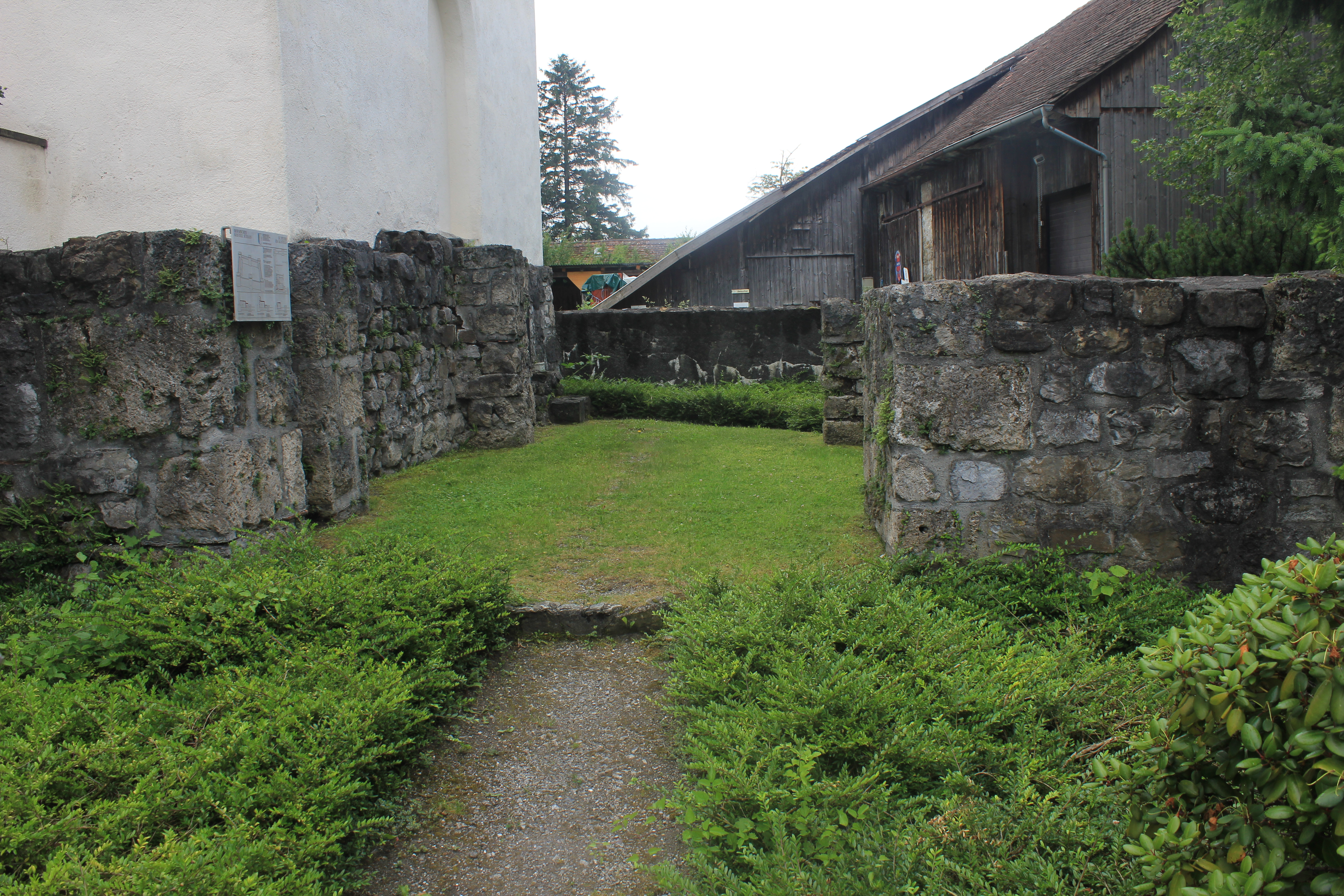
Die konservierten Mauern des östlichen Torturms

Die Baureste aus römischer Zeit, das Baptisterium und die Altarfundamente der spätantiken bzw. frühmittelalterlichen Kirchen wurden konserviert. Ihre Besichtigung ist jedoch nicht möglich. Die Mauern des Torturms wurden ebenfalls konserviert und teilweise wieder auf eine Höhe von ca. 2 m aufgebaut. Auch die Nordmauer des Kastells unter der Kirche ist von aussen sichtbar. Die übrigen, durch die Ausgrabungen freigelegten Teile des Kastells wurden nach Abschluss der Untersuchungen wieder zugeschüttet. Die wichtigsten Funde aus den Grabungen in Schaan können im Liechtensteinischen Landesmuseum in Vaduz besichtigt werden. Aufgrund des Denkmalschutzgesetzes von 1977 besteht die Meldepflicht für das Auffinden kulturgeschichtlicher Relikte.